# Lieusaint (Manche)
Pour les articles homonymes, voir Lieusaint.
Lieusaint [ljøsɛ̃]  est une commune française située dans le département de la Manche en région Normandie, peuplée de 400 habitants.

## Géographie

### Localisation
La commune est au centre de la péninsule du Cotentin. Son bourg est à 4,5 km au sud de Valognes, à 9 km à l'ouest de Montebourg, à 11 km au nord de Saint-Sauveur-le-Vicomte et à 14 km à l'est de Bricquebec.
Les communes limitrophes sont Valognes, Colomby, Flottemanville, Morville et Yvetot-Bocage.

### Géologie et relief
Le point culminant (44 m) se situe en limite nord, au lieu-dit le Gibet, sur la D 24. Le point le plus bas (9 m) correspond à la sortie du Merderet du territoire, au sud-est.

### Hydrographie
La commune est située dans le bassin Seine-Normandie. Elle est drainée par le Merderet, le cours d'eau 01 de Village de Percy, le cours d'eau 08 de la commune Yvetot Bocage et le cours d'eau 09 des Fontaines,,.
Le Merderet, d'une longueur de 36 km, prend sa source dans la commune de Tamerville et se jette dans la Douve en limite de Beuzeville-la-Bastille et de Sainte-Mère-Église, après avoir traversé 17 communes.

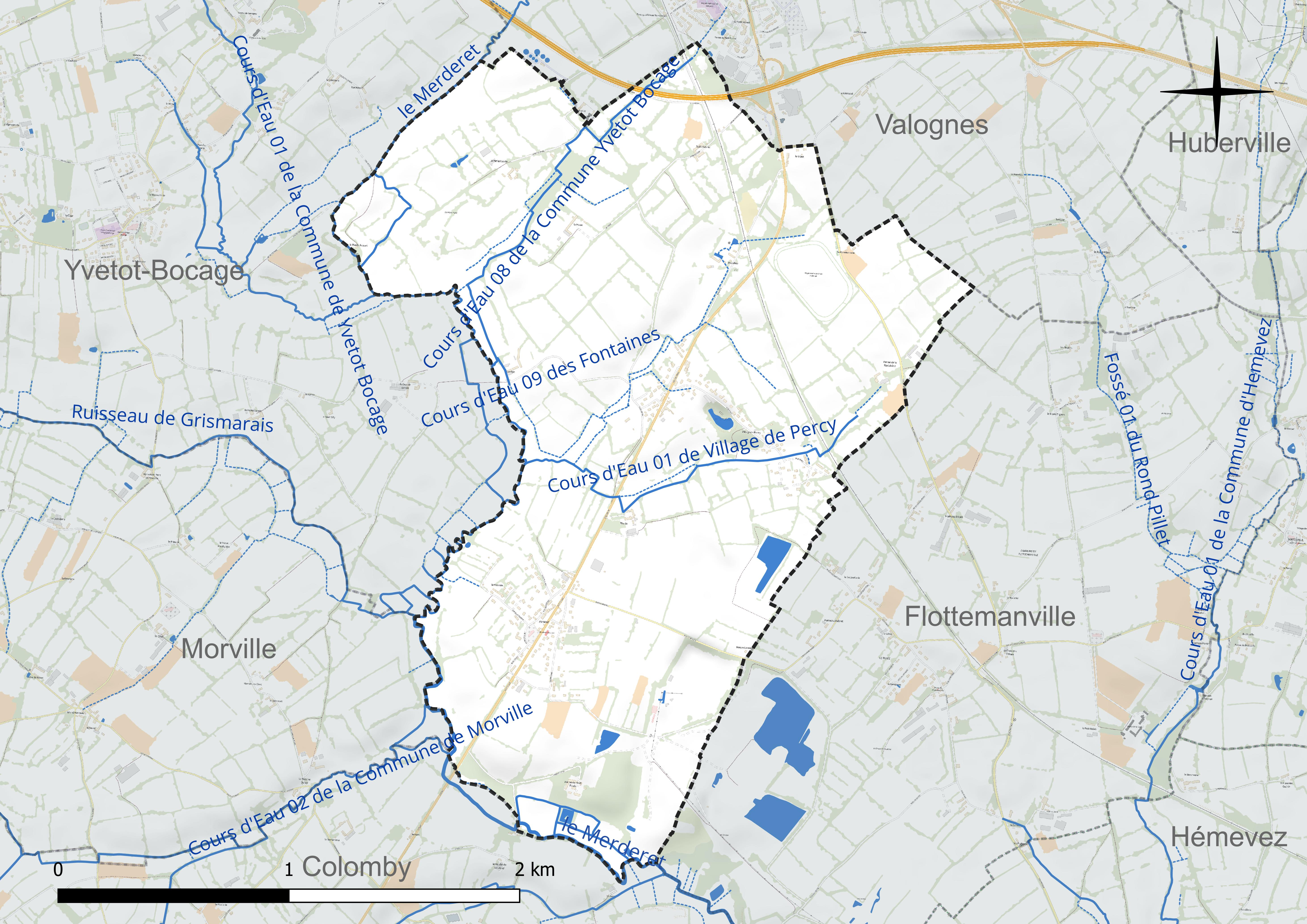
Réseau hydrographique de Lieusaint.

### Climat
Pour des articles plus généraux, voir Climat de la Normandie et Climat de la Manche.
En 2010, le climat de la commune est de type climat océanique franc, selon une étude du CNRS s'appuyant sur une série de données couvrant la période 1971-2000. En 2020, Météo-France publie une typologie des climats de la France métropolitaine dans laquelle la commune est exposée à un climat océanique et est dans la région climatique  Normandie (Cotentin, Orne), caractérisée par une pluviométrie relativement élevée (850 mm/a) et un été frais (15,5 °C) et venté. Parallèlement le GIEC normand, un groupe régional d’experts sur le climat, différencie quant à lui, dans une étude de 2020, trois grands types de climats pour la région Normandie, nuancés à une échelle plus fine par les facteurs géographiques locaux. La commune est, selon ce zonage, exposée à un « climat maritime », correspondant au Cotentin et à l'ouest du département de la Manche, frais, humide et pluvieux, où les contrastes pluviométrique et thermique sont parfois très prononcés en quelques kilomètres quand le relief est marqué.
Pour la période 1971-2000, la température annuelle moyenne est de 11 °C, avec une amplitude thermique annuelle de 10,9 °C. Le cumul annuel moyen de précipitations est de 836 mm, avec 13,8 jours de précipitations en janvier et 7,5 jours en juillet. Pour la période 1991-2020, la température moyenne annuelle observée sur la station météorologique la plus proche, située sur la commune de Gonneville-Le Theil à 18 km à vol d'oiseau, est de 11,0 °C et le cumul annuel moyen de précipitations est de 940,4 mm,. Pour l'avenir, les paramètres climatiques de la commune estimés pour 2050 selon différents scénarios d’émission de gaz à effet de serre sont consultables sur un site dédié publié par Météo-France en novembre 2022.

## Urbanisme

### Typologie
Au 1er janvier 2024, Lieusaint est catégorisée commune rurale à habitat dispersé, selon la nouvelle grille communale de densité à sept niveaux définie par l'Insee en 2022.
Elle est située hors unité urbaine.
Par ailleurs la commune fait partie de l'aire d'attraction de Cherbourg-en-Cotentin, dont elle est une commune de la couronne,. Cette aire, qui regroupe 77 communes, est catégorisée dans les aires de 50 000 à moins de 200 000 habitants,.

### Occupation des sols
L'occupation des sols de la commune, telle qu'elle ressort de la base de données européenne d’occupation biophysique des sols Corine Land Cover (CLC), est marquée par l'importance des territoires agricoles (95,9 % en 2018), en diminution par rapport à 1990 (100 %).
La répartition détaillée en 2018 est la suivante : prairies (59,8 %), zones agricoles hétérogènes (19,3 %), terres arables (16,7 %), mines, décharges et chantiers (4,1 %).

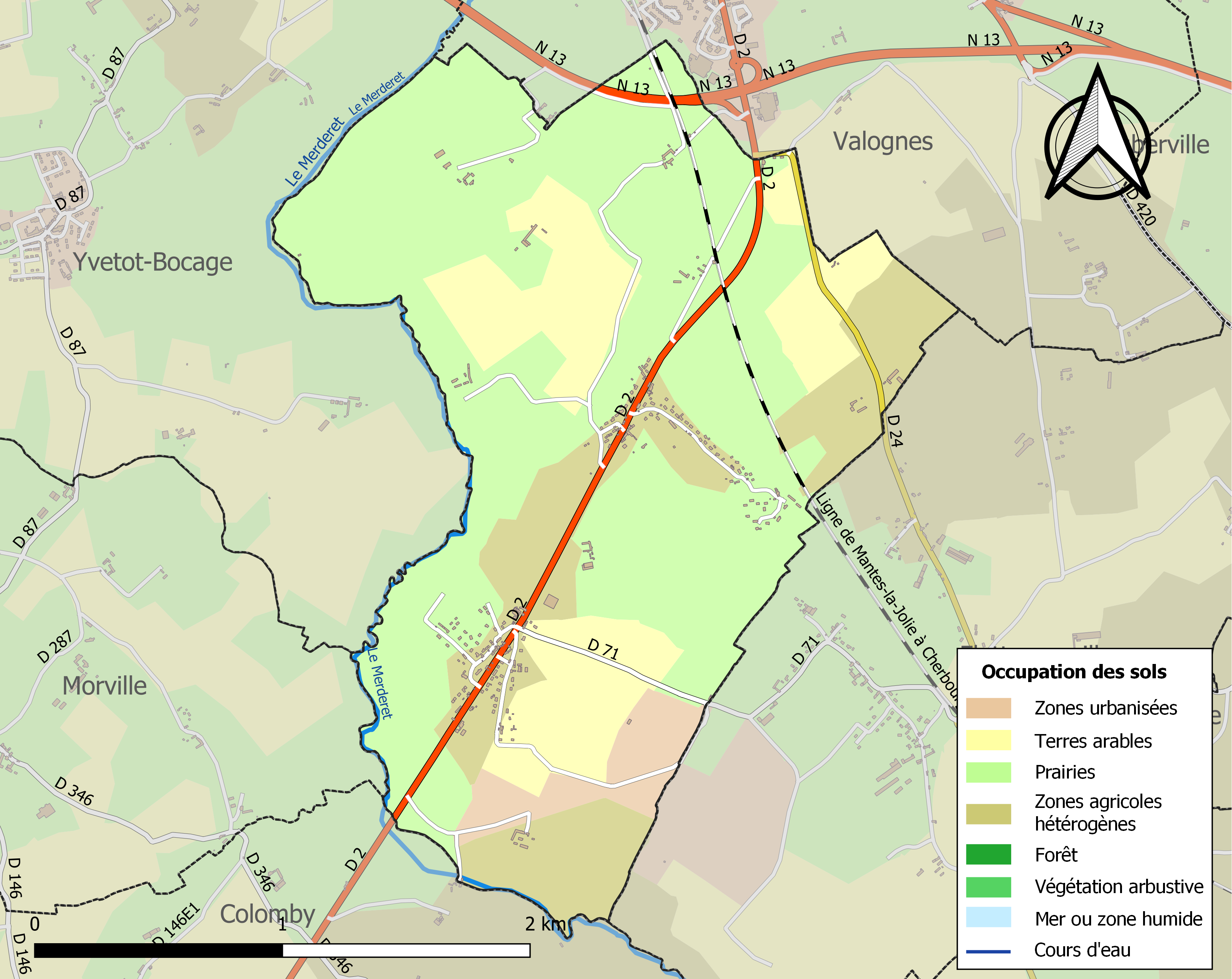
Carte des infrastructures et de l'occupation des sols de la commune en 2018 (CLC).

L'évolution de l’occupation des sols de la commune et de ses infrastructures peut être observée sur les différentes représentations cartographiques du territoire : la carte de Cassini (XVIIIe siècle), la carte d'état-major (1820-1866) et les cartes ou photos aériennes de l'IGN pour la période actuelle (1950 à aujourd'hui).

## Toponymie
Le nom de la localité est attesté sous les formes Lisainz en 1144, Locus sanctorum en 1266, Locus sanctus Xantilocus sans date, Lieussains en 1320, Liussains en 1344 et Lieuxains en 1441.
L'origine du toponyme n'est pas clairement définie. Il pourrait être issu d'un anthroponyme germanique tel que Leotsindus ou pourrait désigner un cimetière ou un lieu de culte.

## Histoire

### Antiquité
En 1838, il fut retrouvé un cercueil en plomb (rareté architecturale), acheté par le musée de Saint-Lô et détruit en 1944 lors des bombardements de la ville. Toutefois, il avait été reproduit en 1850 par Arcisse de Caumont dans son Abécédaire d'archéologie, et photographié en 1911 par Émile Espérandieu. Celui-ci présentait une décoration typique romaine : bustes, figures de Génie, figure de Ganymède.

### Moyen Âge
Au haut Moyen Âge, le fisc de Lieusaint dépendait du diocèse de Bayeux.
En 1833, Charles de Gerville relate la découverte dans le cimetière de l'église d'un sarcophage, en falun de Sainteny, que l'on a daté du VIIe siècle. Sa cuve trapézoïdale mesure 1,90 mètre de large. La tête du sarcophage semble être un demi-fut de colonne romaine réemployé, gravé du nom de la défunte « SUNNOVIRA ». Il est aujourd'hui conservé au dépôt lapidaire de la médiathèque Julien-de-Laillier de la ville de Valognes. Le territoire a été le lieu de nombreuses autre découvertes mérovingiennes, ainsi qu'un atelier de potier du XIIe siècle,.

### Temps modernes
Dans la première moitié du XVIe siècle, Pierre IV de La Rocque, chevalier, est seigneur de Thury à Lieusaint, ainsi que de Flottemanville, de Saussey, d'Omonville-la-Folliot, de Crasville, d'Urville, de Rouville à Orglandes, de Baudreville, du Breuil à Anneville-en-Saire et de la Haulle.
En 1567, François Le Jay, écuyer, sieur de Cartot à Rauville-la-Place et Thury, est taxé pour ses fiefs de 20 livres dans le rôle des nobles et roturiers, au titre du ban et de l'arrière ban de la vicomté de Coutances, réalisé par Gilles Dancel, seigneur d'Audouville, lieutenant général du bailli de Cotentin, tenu à Coutances les 20-22 octobre. Le fief de Thury (Thurin) à Lieusaint, qui valait un huitième de fief de haubert et dépendait au XIVe siècle de la famille d'Harcourt, barons de Thury, d'où le nom du fief, sera érigé au début du XVIIe siècle en plein fief.

## Politique et administration
| Période                                  | Période   | Identité           | Étiquette | Qualité      |
| ---------------------------------------- | --------- | ------------------ | --------- | ------------ |
| 1989                                     | 2004      | Gaston Brostin     |           |              |
| 2004                                     | mars 2014 | Jacques Lecourt    |           | Agriculteur  |
| mars 2014                                | En cours  | Jean-Paul Lemoigne | SE        | Retraité DDE |
| Les données manquantes sont à compléter. |           |                    |           |              |

Le conseil municipal est composé de onze membres dont le maire et deux adjoints.

## Population et société
Les habitants de la commune sont appelés les Lieusainais.

### Démographie
L'évolution du nombre d'habitants est connue à travers les recensements de la population effectués dans la commune depuis 1793. Pour les communes de moins de 10 000 habitants, une enquête de recensement portant sur toute la population est réalisée tous les cinq ans, les populations de référence des années intermédiaires étant quant à elles estimées par interpolation ou extrapolation. Pour la commune, le premier recensement exhaustif entrant dans le cadre du nouveau dispositif a été réalisé en 2004.
En 2022, la commune comptait 400 habitants, en évolution de −6,32 % par rapport à 2016 (Manche : −0,31 %, France hors Mayotte : +2,11 %).
Les différents recensements depuis la Révolution révèlent une relative stabilité de la démographie communale. Si un minimum a été atteint en 1921 (209 habitants), un premier maximum datant de 1821 (334 habitants) n'a été dépassé qu'en 1990 (345 habitants).
| 1793 | 1800 | 1806 | 1821 | 1831 | 1836 | 1841 | 1846 | 1851 |
| ---- | ---- | ---- | ---- | ---- | ---- | ---- | ---- | ---- |
| 276  | 257  | 330  | 334  | 323  | 321  | 324  | 305  | 315  |

| 1856 | 1861 | 1866 | 1872 | 1876 | 1881 | 1886 | 1891 | 1896 |
| ---- | ---- | ---- | ---- | ---- | ---- | ---- | ---- | ---- |
| 310  | 300  | 302  | 281  | 265  | 266  | 279  | 280  | 236  |

| 1901 | 1906 | 1911 | 1921 | 1926 | 1931 | 1936 | 1946 | 1954 |
| ---- | ---- | ---- | ---- | ---- | ---- | ---- | ---- | ---- |
| 247  | 244  | 242  | 209  | 214  | 220  | 248  | 271  | 248  |

| 1962 | 1968 | 1975 | 1982 | 1990 | 1999 | 2004 | 2006 | 2009 |
| ---- | ---- | ---- | ---- | ---- | ---- | ---- | ---- | ---- |
| 278  | 270  | 259  | 270  | 345  | 331  | 343  | 350  | 371  |

| 2014 | 2019 | 2022 | - | - | - | - | - | - |
| ---- | ---- | ---- | - | - | - | - | - | - |
| 417  | 399  | 400  | - | - | - | - | - | - |

### Cultes
Jusqu'à la Révolution, la paroisse a relevé du diocèse de Bayeux et du doyenné de Trévières, et forma avec celles de Neuville, Chef-du-Pont, Sainte-Mère-Église et Vierville, l'exemption de Cotentin ou l'exemption de Sainte-Mère-Église.
Aujourd'hui, la paroisse est rattachée au diocèse de Coutances et Avranches, à l'archidiaconé Nord, doyenné du Pays de Valognes-Val de Saire, paroisse Saint-Malo.

## Culture locale et patrimoine

### Lieux et monuments

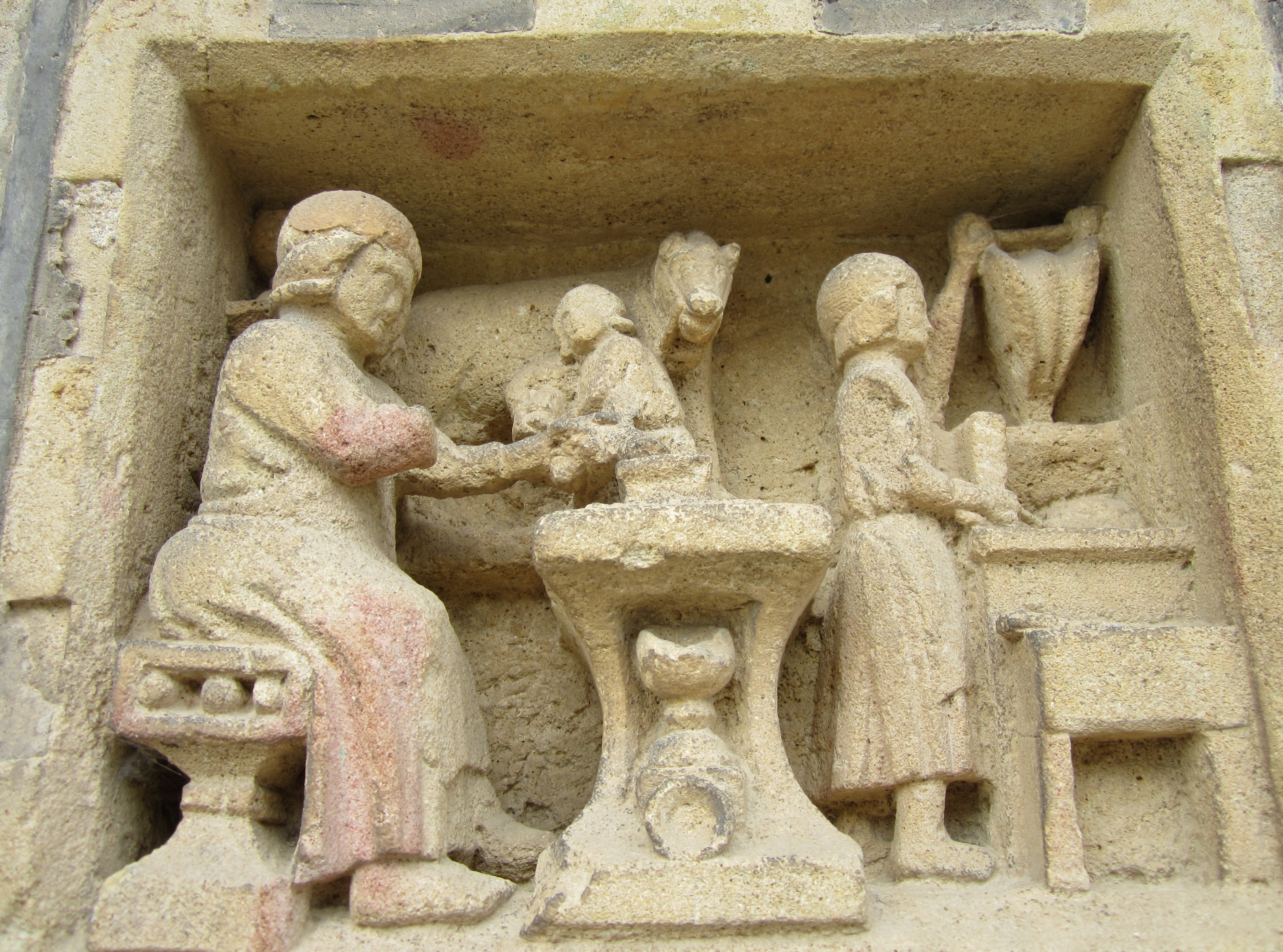
Bas-relief de la Forge de saint Éloi.

- Église cruciforme Saint-Éloi du XIIIe siècle remaniée aux XVe et XVIIe siècles avec clocher à toit en bâtière. Construite sur un cimetière mérovingien, elle abrite plusieurs œuvres classées au titre objet aux monuments historiques, bas-relief saint Hubert du XVe, stalles du XVIIIe, les statues Christ en croix, Vierge et saint Jean du XVe, fonts baptismaux du XVIIIe[37], ainsi qu'une verrière du XXe de Thomas Ducour et Marguerite Huré[24].

Dans le mur extérieur sud de l'église est encastrée une pierre calcaire gravée en lettres onciales romaines datant probablement de l'époque carolingienne. L'inscription est : « XVII K(A)L(ENDAS) JULI / OBIIT HERMER / SACERDOS / VIII K(A)L(ENDAS) MAI(I) / OBIT FRULE ORA P(RO) EIS » qui se traduit par : « le 17 jour avant les calendes de juillet est mort le prêtre Hermer. Le 8 jour avant les calendes de mai est mort Frule. Prie pour eux ». Sur le tympan du portail sud, haut-relief la Forge de saint Éloi du XVe siècle représentant les saints Éloi et Oculi à leur établi d'orfèvres, classé au titre objet.
L'église a appartenu au diocèse de Bayeux, comme celles de Sainte-Mère-Église, Vierville, Neufville, Chef-du-Pont et Sainte-Marie-du-Mont.
- If funéraire du cimetière.
- Vestiges de la ferme-manoir de la Fresnée du XVIe siècle.
- Fermes-manoirs de la Baronnerie du XVIe siècle, du Haut-Pithois du XVIe siècle, possession en 1553 de Robert Potier, écuyer, sieur du Haut-Pithois[41], de la Fosse du XVIe siècle, de Thurin du XVIe siècle, de Beaulieu du XVIIe siècle et son colombier, de la Madeleine des XVIe – XIXe siècles ancienne léproserie, d'Azeville du XIXe siècle, de la Belloterie du XVIe siècle.

### Personnalités liées à la commune
- Ambroise Desprez-Delongchamps (Yvetot-Bocage, 1754 - 1819), inhumé à Lieusaint où son tombeau en forme de sarcophage est toujours dans le cimetière. Lieutenant de la maîtrise des Eaux et Forêts à Valognes, il sera élu en 1790 administrateur du département de la Manche et député à l'Assemblée législative (1791-1792)[24].